# Komisariat Straży Granicznej „Nowa Wieś”
Komisariat Straży Granicznej „Nowa Wieś” – jednostka organizacyjna Straży Granicznej pełniąca służbę ochronną na granicy polsko-niemieckiej w latach 1928–1939.

## Geneza
Komisariat Straży Granicznej „Nowa Wieś” wywodzi się w prostej linii z komisariatu Straży Celnej „Bielszowice”
komisariat Straży Celnej „Bielszowice”
Zarządzeniem Dyrekcji Ceł „Mysłowice” z 15 czerwca 1922 roku utworzono komisariat Straży Celnej „Bielszowice” podległy Inspektoratowi Celnemu w Rybniku. W dniu następnym do Bielszowic przybyła załoga komisariatu w sile 40 strażników. Rozlokowano się w domu gminnym przy ulicy Głównej 3. Kierownicy placówek zabrali swoich podwładnych i odmaszerowali do Karol-Emanuel, Pawłowa, Kończyc i Makoszowa. Ochraniany odcinek granicy państwowej zaczynał się przy kamieniu granicznym nr 159 na cmentarzu w Rudzie Śląskiej, a kończył w Mizerowie przy kamieniu nr 204. Długość odcinka wynosiła 12 730 metrów.
W 1928 roku przystąpiono do reorganizacji komisariatu. Placówka Karol Emanuel włączona została do komisariatu Lipiny, a w zamian komisariat „Bielszowice” otrzymał placówkę „Piaśniki”. Komisariat przeszedł w podporządkowanie Inspektoratu Granicznego „Piaśniki”. Długość odcinka wynosiła wówczas około 14 kilometrów, zaczynała się od kamienia nr 169, a kończyła na kamieniu 218. 
Organizacja komisariatu w 1922
- komenda − Bielszowice
- placówka Straży Celnej „Karol Emanuel”
- placówka Straży Celnej „Pawłów”
- placówka Straży Celnej „Kończyce”
- placówka Straży Celnej „Makoszowy”

Kierownicy komisariatu SC
| stopień  | imię i nazwisko  | okres pełnienia służby |
| -------- | ---------------- | ---------------------- |
| komisarz | Konrad Górny     | 15 VI 1922 – II 1924   |
| komisarz | Franciszek Hesek | II 1924 – VII 1928     |
| komisarz | Marian Mutka     | VII 1928 –             |

## Formowanie i zmiany organizacyjne
W drugiej połowie 1927 przystąpiono do gruntownej reorganizacji Straży Celnej. W praktyce skutkowało to rozwiązaniem tej formacji granicznej.
Rozporządzeniem Prezydenta Rzeczypospolitej Polskiej Ignacego Mościckiego z 22 marca 1928 roku, do ochrony północnej, zachodniej i południowej granicy państwa, a w szczególności do ich ochrony celnej, powoływano z dniem 2 kwietnia 1928 roku  Straż Graniczną.
Rozkazem nr 4 z 30 kwietnia 1928 roku w sprawie organizacji Śląskiego Inspektoratu Okręgowego dowódca Straży Granicznej gen. bryg. Stefan Pasławski przydzielił komisariat „Paniówki” do Inspektoratu Granicznego nr 15 „Królewska Huta” i określił jego strukturę organizacyjną. 
Rozkaz nr 10 z 5 listopada 1929 roku w sprawie reorganizacji Śląskiego Inspektoratu Okręgowego komendanta Straży Granicznej płk. Jana Jura-Gorzechowskiego nie wymienia nazwy komisariatu. Wymienia komisariat Straży Granicznej „Bielszowice”, przydziela go do Inspektoratu Granicznego nr 15 „Królewska Huta”, określa jego numer i strukturę.
W grudniu 1933 roku przeniesiono siedzibę komisariatu do Nowej Wsi. 
Rozkazem nr 1 z 29 stycznia 1934 roku w sprawach [...] zmian przydziałów, komendant Straży Granicznej płk Jan Jur-Gorzechowski wyłączył placówkę I linii „Karol Emanuel” z komisariatu Straży Granicznej „Lipiny” i włączył w skład komisariatu Straży Granicznej „Nowa Wieś”.
Rozkazem nr 4 z 17 grudnia 1934 roku  w sprawach [...] zarządzeń organizacyjnych i zmian budżetowych, komendant Straży Granicznej płk Jan Jur-Gorzechowski wyłączył placówkę I linii „Przyszowice”  z komisariatu Straży Granicznej „Knurów” i przydzielił do komisariatu Straży Granicznej „Nowa Wieś”.
Rozkazem nr 1 z 27 marca 1936 roku  w sprawach [...] zmian w niektórych inspektoratach okręgowych, komendant Straży Granicznej płk Jan Jur-Gorzechowski wyłączył placówkę Straży Granicznej I linii „Przyszowice” z komisariatu „Nowa Wieś” i włączył do komisariatu „Knurów”.

## Służba graniczna
Sąsiednie komisariaty:
- komisariat Straży Granicznej „Lipiny” ⇔ komisariat Straży Granicznej „Rybnik” − 1928
- komisariat Straży Granicznej „Lipiny” ⇔ komisariat Straży Granicznej „Knurów” − listopad 1929

## Funkcjonariusze komisariatu
| Kierownicy/komendanci komisariatu | Kierownicy/komendanci komisariatu | Kierownicy/komendanci komisariatu |
| stopień                           | imię i nazwisko                   | okres pełnienia służby            |
| --------------------------------- | --------------------------------- | --------------------------------- |
| komisarz                          | Marian Mutka                      | VII 1928 – VII 1929               |
| komisarz                          | Wacław Romiszewski                | VII 1929 – IX 1929                |
| podkomisarz                       | Teodor Mańczyk                    | IX 1929 – VI 1930                 |
| podkomisarz                       | Józef Nawrot                      | VI 1930 – 15 III 1932             |
| podkomisarz                       | Aleksander Wasilewski             | 15 III 1932 – był XI 1937         |
| Zastępcy komendanta komisariatu   |                                   |                                   |
| starszy strażnik                  | Władysław Szczypka                | 1 V 1939 –                        |

## Struktura organizacyjna
Organizacja komisariatu w kwietniu 1928:
- komenda − Paniówki[a]
- placówka Straży Granicznej I linii „Pawłów”
- placówka Straży Granicznej I linii „Kończyce”
- placówka Straży Granicznej I linii „Makoszowy”
- placówka Straży Granicznej I linii „Przyszowice”
- placówka Straży Granicznej II linii „Bielszowice”
- placówka Straży Granicznej II linii „Paniówki”
- placówka Straży Granicznej II linii „Mysłowice”[b]

Organizacja komisariatu w listopadzie 1929:
- 4/15 komenda − Bielszowice
- placówka Straży Granicznej I linii „Pawłów”
- placówka Straży Granicznej I linii „Kończyce”
- placówka Straży Granicznej I linii „Makoszowy”
- placówka Straży Granicznej II linii „Bielszowice”